# R99
R99 eller HD 269445, är en ensam stjärna och klassificerad som lysande blå variabel belägen i Stora magellanska molnet (LMC) i södra delen av stjärnbilden Svärdfisken. Den har en skenbar magnitud av ca 11,46 och kräver ett teleskop för att kunna observeras. Baserat på en uppmätt parallax av ca 0,0401 beräknas den befinna sig på ett avstånd av ca 160 000 ljusår (ca 50 000 parsec). Det rör sig bort från solen med heliocentrisk hastighet av 293 km/s.

## Observation
R99 har ett säreget spektrum som har beskrivits som OBf:pe,  "oklassificerbart", säreget WN10, "liknar den ovanliga LBV HD 5980", "unik" och Ofpe/WN9. Ofpe/WN9-typen finns kvar även om andra stjärnor av denna typ har omklassificerats till typer mellan WN9 och WN11. R99 har betydande skillnader från de andra stjärnorna som utesluter att den ges en enkel WN-spektraltyp. Det ultravioletta spektrumet är starkt täckt över ett annat våglängdsområde och starkt joniserade järnlinjer ses i absorption istället för emission. Hi-linjerna är ovanligt smala och har ingen P Cygni-profil. Avsaknad av några signifikanta absorptionsegenskaper nära Hδ och ett antal metallinjer är ovanligt starka eller svaga jämfört med andra stjärnor av typen tyder på att det finns ett litet oförklarat överskott av infraröd strålning.
Vindstrukturen för R99 kan skilja sig betydligt från de flesta Wolf-Rayet-stjärnor och LBV. Den normala temperaturskiktade WR-vinden accelereras till sluthastighet, vilket gör att linjer med olika joniseringsnivåer av helium skapas på olika avstånd från stjärnan. Detta verkar inte gälla R99. Betydande polarisering av spektrumkontinuumet ses också, vilket tyder på en asymmetrisk vind. Detta har inte observerats i andra WR-stjärnor.
R99 visar ljusstyrkavariationer på cirka 0,3 magnitud över en period av decennier och mindre amplituder med de starkaste perioderna vid två och tio dygn. Färgen varierar också, med stjärnan som blåare vid minimalt ljus. Den har klassificerats som en lysande blå variabel på grund av variabiliteten och spektrumet, även om den aldrig har observerats i utbrott. Andra listar den fortfarande bara som en kandidat.